# Rosso di rabbia
Rosso di rabbia è un singolo del cantante e rapper italiano Anastasio, pubblicato il 5 febbraio 2020 come secondo estratto dal primo album in studio Atto zero.

## Descrizione
Quinta traccia dell'album, il brano è stato scritto dallo stesso Anastasio e composto da Marco Azara, Luciano Serventi e Stefano Tartaglini, gli ultimi due curatori anche della produzione.
La prima presentazione dal vivo è avvenuta in occasione della partecipazione del rapper al Festival di Sanremo 2020, al termine del quale si è classificato al 14º posto.

## Video musicale
Il videoclip, pubblicato in concomitanza con il lancio del singolo, è stato girato a Olbia sotto la regia di Andrea Folino.

## Tracce
Testi di Marco Anastasio, musiche di Marco Azara, Luciano Serventi e Stefano Tartaglini.
1. Rosso di rabbia – 3:13

## Classifiche
| Classifica (2020) | Posizione massima |
| ----------------- | ----------------- |
| Italia            | 15                |